# Torna noches de salón
Torna noches de salón es el segundo extended play —y la continuación de Noches de salón— de la banda  mexicana Enjambre. Se lanzó al público el 15 de agosto de 2024 en formato físico y digital en México. Al igual que su predecesor el disco contiene una serie de temas de sus álbumes anteriores versionadas e introducidas en el género de bolero y danzón.
Se compone de cuatro canciones, del cual se destacan sencillos como «Vida en el espejo», «Secuaz» y «Divergencia», además de un nuevo tema «Danzón nereidas» escrito por Amador Pérez Torres. Se distribuyó a través de DeGira. El bajista Rafael Navejas sirvió también como productor musical.

## Antecedentes
En 2024, se anunció Torna noches de salón, que presenta versiones acústicas de «Divergencia», «Vida en el espejo», «Secuaz» y la nueva canción «Danzón nereidas».
La gira asociada a este proyecto fue exitosa, con más de 60 fechas y cuatro presentaciones con entradas agotadas en el Auditorio Nacional de la Ciudad de México, los días 13 y 14 de septiembre de 2023, y 13 y 14 de septiembre de 2024.

## Recepción
En el sitio web Rate Your Music recibió una puntuación de 3.90 sobre 5 estrellas.

## Lista de canciones
| N.º   | Título              | Escritor(es)                            | Duración |  |
| 1.    | «Danzón nereidas»   | Amador Pérez Torres                     | 3:11     |  |
| 2.    | «Secuaz»            | Rafael · Javier · Ángel · Julián · Luis | 3:57     |  |
| 3.    | «Vida en el espejo» | Rafael · Javier · Ángel · Julián · Luis | 4:10     |  |
| 4.    | «Divergencia»       | Rafael · Luis                           | 4:57     |  |
| 16:17 |                     |                                         |          |  |

## Historial de lanzamiento
| País   | Fecha                | Formato(s)            | Sello  | Ref.  |
| ------ | -------------------- | --------------------- | ------ | ----- |
| México | 15 de agosto de 2024 | CD + Descarga digital | DeGira | [ 1 ] |